# مارك شولتز
مارك شولتز (بالإنجليزية: Mark Schultz) هو مصارع رياضي أمريكي، ولد في 26 أكتوبر 1960 في بالو ألتو في الولايات المتحدة.

## وصلات خارجية
- مارك شولتز على موقع يو إف سي (الإنجليزية)
- مارك شولتز على موقع قاعدة بيانات المصارعة الدولية (الإنجليزية)
- مارك شولتز على موقع أوليمبيديا (الإنجليزية)
- مارك شولتز على موقع IMDb (الإنجليزية)
- مارك شولتز على موقع قاعدة بيانات الفيلم (الإنجليزية)